# Matteo Nucci
Matteo Nucci (Roma, 7 ottobre 1970) è uno scrittore italiano.

## Biografia
Ha esordito nel 2009 con Sono comuni le cose degli amici (Ponte alle Grazie), romanzo che deve il titolo a un detto greco antico citato più volte nei dialoghi di Platone. Il libro ha vinto il Premio letterario Orient-Express 2010, è stato finalista al Premio Città di Bari 2010 e al Premio La Magna Capitana 2010, ed è entrato nella cinquina dei finalisti al Premio Strega 2010.
Nel 2011 è uscito Il toro non sbaglia mai (Ponte alle Grazie), un romanzo-saggio che racconta, sulla scorta di grandi interpreti – da Hemingway a Bataille, da Federico García Lorca a Michel Leiris –, il mondo della tauromachia moderna, la corrida. Dell'argomento l'autore ha continuato a occuparsi con l'introduzione a Volapié di Max David, la cura di Juan Belmonte matador de toros di Manuel Chaves Nogales, e un sito di cultura taurina di cui è fondatore, chiamato Uomini e Tori.
Al mondo antico ha dedicato i suoi studi, lavorando principalmente su Platone e le origini del pensiero. Oltre ai saggi pubblicati su riviste specialistiche, una sua edizione del Simposio di Platone è uscita per Einaudi nel 2009. Nel 2013 sempre Einaudi ha dato alle stampe Le lacrime degli eroi, un saggio romanzato che, ripercorrendo la storia del pianto nel mondo omerico, racconta l'evoluzione della civiltà greca dal mondo arcaico a quello classico, intrecciandola con ciò che di quella civiltà è rimasto nel mondo greco di oggi, da poeti come Konstantinos Kavafis e Giorgos Seferis a registi come Michael Cacoyannis.
I racconti sono apparsi fin dal 2005 sulle principali riviste letterarie (tra cui Il Caffè illustrato e Nuovi Argomenti), in antologie e e-book (come Mai, Ponte alle Grazie, 2014), mentre i reportages, gli articoli di cultura e di società sono stati pubblicati negli anni da Il Venerdì di Repubblica, Lo Specchio e Tuttolibri de La Stampa, Il Messaggero, L'Espresso e il manifesto e ripubblicati in rete da minima&moralia. 
Argomento privilegiato, il Mediterraneo (che gli è valso il Premio Adriatico Mediterraneo 2024), soprattutto Spagna, Sud Italia e Grecia di cui ha seguito le vicende politiche con interviste ai maggiori protagonisti e una dura accusa alla narrazione distorta offerta dai principali media all'epoca del referendum contro la Troika nel luglio 2015. Dalla fine del 2023, si è dedicato costantemente alla tragedia di Gaza con interventi pubblici e articoli, denunciando innanzitutto la lingua usata per raccontare la strage.
Nel 2017 è uscito È giusto obbedire alla notte (Ponte alle Grazie), romanzo che ancora una volta prende il titolo da un verso greco antico che ricorre nell'Iliade di Omero. Finalista al Premio Strega 2017, finalista al Premio Volponi e vincitore del Premio Roma sezione Narrativa Italiana, è una storia ambientata sulle rive del Tevere nella comunità degli ultimi fiumaroli romani. Nei giorni precedenti alla finale del Premio Strega, ha suscitato un ampio dibattito il suo rifiuto di girare uno spot e scrivere un racconto per la casa automobilistica sponsor del Premio, mettendo in questione i rapporti fra letteratura e pubblicità.
Del 2018 L'abisso di Eros. Seduzione (Ponte alle Grazie), saggio narrativo che indaga le origini del dio androgino Eros fra Esiodo e Platone, nonché il modo in cui la tensione erotica penetra nel petto degli esseri umani .
Del 2020 Achille e Odisseo. La ferocia e l'inganno (Einaudi), ancora un saggio narrativo che indaga l'opposizione caratteriale fra i due eroi omerici.
Nel 2022 torna al romanzo con Sono difficili le cose belle (HarperCollins), storia fiabesca che prende il titolo da un proverbio ricorrente in Platone per raccontare l'incontro fra Arianna e sua nonna tornata magicamente dall'aldilà  .
Del 2023 Il grido di Pan (Einaudi), indagine sulla sapienza delle origini (Eraclito, Parmenide, Empedocle) che legge il logos alla luce del mito, in particolare i grandi miti in cui umano e animale si uniscono come la Sfinge e il Minotauro . Del 2024 Sognava i leoni. L'eroismo fragile di Ernest Hemingway (HarperCollins), una ricognizione nell'opera di Ernest Hemingway per ritrovare lo scrittore al di là del mito biografico .

## Opere
Libri
- Sono comuni le cose degli amici, Milano, Ponte alle Grazie, 2009, ISBN 978-88-622-0090-5; Milano, TEA, 2011. Premio letterario Orient-Express; finalista Premio Strega; finalista Premio Bari; finalista Premio La Magna Capitana.
- Il toro non sbaglia mai, Milano, Ponte alle Grazie, 2011, ISBN 978-88-622-0096-7. Premio Letterario Francesco Alziator 2012; Finalista Premio Domenico Rea 2012.
- Le lacrime degli eroi, Torino, Einaudi, 2013, ISBN 978-88-062-1429-6. Premio Letterario Giuseppe Giusti 2014.
- È giusto obbedire alla notte, Milano, Ponte alle Grazie, 2017, ISBN 978-88-683-3666-0. Premio Roma; finalista Premio Strega, finalista Premio Procida; finalista Premio Asti d'Appello.
- L'abisso di Eros. Seduzione, Milano, Ponte alle Grazie, 2018, ISBN 978-88-333-1062-6.
- Achille e Odisseo. La ferocia e l'inganno, Torino, Einaudi, 2020, ISBN 978-88-062-4518-4.
- Sono difficili le cose belle, Milano, HarperCollins, 2022, ISBN 979-12-598-5104-8. Finalista Premio Vittorini.
- Il grido di Pan, Torino, Einaudi, 2023, ISBN 978-88-062-6090-3.
- Sognava i leoni. L'eroismo fragile di Ernest Hemingway, Milano, HarperCollins, 2024, ISBN 979-12-598-5274-8. Finalista Premio The Bridge.

Antologie collettive
- C'è un grande prato verde. 40 scrittori raccontano il campionato di calcio 2011-2012, a cura di Carlo D'Amicis, Manni editori, 2012.
- Panamericana. Scrittori italiani raccontano scrittori latinoamericani, a cura di Alessandro Raveggi, La Nuova Frontiera, 2016.
- Che cosa ho in testa, a cura di Alberto Rollo, Milano, Baldini & Castoldi, 2017.
- Procida racconta. Sei autori in cerca di personaggio, Nutrimenti, 2018.
- The Passenger. Grecia, Milano, Iperborea, 2019.
- La caduta dei campioni. Storie di sport tra la gloria e l'abisso, a cura di L'Ultimo Uomo, Torino, Einaudi 2020.
- Per rabbia o per amore. Lo sport in dodici racconti, 66thand2nd, 2020.
- The Passenger. Roma, Milano, Iperborea, 2021.
- L'isola delle storie. Antologia 2012-2021, Ultima Spiaggia, 2022.
- The Passenger. Mediterraneo, Milano, Iperborea, 2023.
- A/R Andata e Racconto. Appunti di viaggio, edizioni e/o, 2023
- L'ultima volta che se n'è andato Pantani. Un diario collettivo, Pagine al vento, 2024.
- Antologia di RicercaBO. Laboratorio di nuove scritture (2007-2023), a cura di Renato Barilli e Leonardo Canella, Manni editori, 2024
- Il Gruppo del Buon Giorno. Una nuova prospettiva di lavoro nei luoghi di cura, a cura di Pietro Romanelli, Mimesis, 2024.

E-book
- Mai, Milano, Ponte alle Grazie, 2014.
- Viaggio nella Grecia d'Italia. Miti e storie delle nostre migrazioni, Milano, Ponte alle Grazie, 2020.

Libri curati
- Platone, Simposio, traduzione e note, Torino, Einaudi, 2009.
- Manuel Chaves Nogales, Juan Belmonte matador di tori, introduzione, traduzione e note, Milano, Settecolori, 2025.